# Adolf Stern
Pour les articles homonymes, voir Stern.
 (septembre 2014).
Si vous disposez d'ouvrages ou d'articles de référence ou si vous connaissez des sites web de qualité traitant du thème abordé ici, merci de compléter l'article en donnant les références utiles à sa vérifiabilité et en les liant à la section « Notes et références ».
Adolf Stern (1848-1931) est un homme politique, docteur en droit et traducteur roumain.
Stern devient collaborateur du premier ambassadeur des États-Unis en Roumanie, Benjamin Peixotto. Ce dernier encourage Adolph Stern à créer une branche de la B'nai B'rith en Roumanie. Il en sera à la tête pendant de longues années, puis président d'honneur.
Stern fait partie de la délégation roumaine lors des négociations de paix après la Première Guerre mondiale. Il est conseiller du roi et premier député juif au parlement roumain. C'est l'initiateur de la construction du Temple Coral, toujours le plus important temple de Bucarest à ce jour. Il a traduit pour la première fois Shakespeare en vers en roumain. Il a aussi réalisé le premier Code pénal du pays. Sa contribution la plus importante à la vie des Juifs de Roumanie est d'avoir obtenu qu'ils soient considérés comme citoyens roumains à part entière (încetățenire).
Il se marie à Olga Weinstein, d'une famille juive d'Odessa et aura un fils Mihai, et trois filles dont Elisabeta et Marietta.